# Страдерс (Охајо)
Страдерс (енгл. Struthers) град је у америчкој савезној држави Охајо.

## Демографија
По попису из 2010. године број становника је 10.713, што је 1.043 (-8,9%) становника мање него 2000. године.
| Група             | 2000.          | 2010.         |
| Белци             | 11.214 (95,4%) | 9.892 (92,3%) |
| Афроамериканци    | 209 (1,8%)     | 308 (2,9%)    |
| Азијати           | 22 (0,2%)      | 20 (0,2%)     |
| Хиспаноамериканци | 237 (2,0%)     | 327 (3,1%)    |
| Укупно            | 11.756         | 10.713        |